# Terry Oldfield
Terence „Terry“ Oldfield (* 12. srpna 1949 Londýn) je britský hudebník a skladatel. Je bratrem multiinstrumentalisty Mika Oldfielda a zpěvačky Sally Oldfieldové.
Oldfield se narodil v Londýně, dětství ovšem strávil v irském Dublinu a anglickém Readingu. Na přelomu 60. a 70. let byl ovlivněn nesčetnými folkovými kluby, které tehdy vznikaly po celé Británii. Tehdy poslouchal např. Leonarda Cohena a Boba Dylana.
Terry Oldfield se svým mladším bratrem Mikem založil na začátku 70. let skupinu Barefoot, která hrála rock and roll v klubech a na kolejích po celém království. V roce 1973 ho Mike pozval na koncertní představení svého debutového alba Tubular Bells, kde Terry hrál na flétnu. Později se podílel ještě na několika dalších bratrových albech.
Na přelomu 70. a 80. let ho BBC požádala o složení hudby k cestovnímu dokumentu Great Railway Journeys. Od té doby se Terry Oldfield podílel na hudební složce více než 50 filmů. Dvakrát byl nominován na cenu Emmy, jednou na BAFTA. Od 80. let také vydává vlastní sólová alba.
V roce 2001 se Terry Oldfield přestěhoval do Austrálie.

## Sólová diskografie
- In Search of the Trojan War (1982)
- Sunshine Holidays (1983)
- Cascade (1986)
- Reverence (1986)
- Return to Treasure Island (1987)
- In the Presence of Light (1987)
- Resonance (1988)
- Star of Heaven (1989)
- Spirit of the Rainforest (1990)
- Angel (1990)
- Zen (1991)
- Illumination (1992)
- Spiral Waves (1992)
- Out of the Depths (1993)
- Spirit of Africa (1993)
- Australia (1994)
- Spirit of Tibet (1994)
- Earth Spirit (1995)
- Icon (1995)
- Theme for the Telford Time Machine (1996)
- Spirit of India (1996)
- South East Asia (1997)
- All The Rivers Gold (1999)
- Music for Wildlife (2000)
- Reflections – The Best of Terry Oldfield 1985 – 1995 (2000)
- Across the Universe (2000)
- Spirit of the World (2000)
- Turning Point (2002)
- A Time for Peace (2003)
- Yoga Harmony (2004)
- Celt (2004)
- De Profundis / Out of the Depths II (2005)
- Ethereal (2005)
- Reiki Harmony (2006)
- Labrynth (2007)
- Healing Sound Journey (2011)
- Music from the Heart (2012)